# Charálampos Kastrantás
Charálampos Kastrantás (grec moderne : Χαράλαμπος Καστραντάς), né le 13 mars 1991 à Tripoli, est un coureur cycliste grec.

## Biographie
Après avoir été membre pendant deux saisons de l'équipe continentale grecque Kastro, il rejoint le club français du CC Villeneuve Saint-Germain en 2014. Il remporte La Gainsbarre et le Grand Prix de Soissons. Dans les courses labellisées UCI, il finit 11e en 2015 du Tour de Gironde et 10e du Tour de Mevlana sous les couleurs grecques. Peu après, sur le Tour d'Aegean, il signe trois top 5 et s'adjuge deux classements annexes.
De retour courant 2017 au sein d'une formation serbe, il se montre à son avantage sur le Tour de Serbie en étant deux fois second, ce qui lui permet remporter le classement général. La semaine suivante, il devient pour la première fois champion de Grèce sur route, devançant Stylianós Farantákis et Polychrónis Tzortzákis. Début août, il termine 43e du championnat d'Europe au Danemark.
En janvier 2018, il s'illustre lors du Tour d'Indonésie (catégorie 2.1) en remportant la 3e étape au sprint. Il enchaîne le mois suivant en s'adjugeant le classement général du Grand Prix d'Alger grâce à un succès lors de la dernière étape devant le Marocain Mounir Makhchoun. En juin, il termine 7e de la Ronde de l'Oise.
En 2019, représentant une équipe basée au Brunei, il dispute trois courses en Asie et prend la seconde place de la 7e étape du Tour de Langkawi. De retour en Europe, il signe deux top 10 en Turquie, prend la 29e place aux Jeux européens et s'adjuge les trois étapes au sprint du Tour du Kosovo. Fin juillet 2019, il est présélectionné pour représenter son pays aux championnats d'Europe de cyclisme sur route, mais ne termine pas la course.

## Palmarès sur route

### Par année
- 2006
  - 3e du championnat de Grèce sur route U17
- 2007
  -  Champion de Grèce sur route U17
- 2012
  - 3e du championnat de Grèce sur route
- 2013
  -  Médaillé de bronze du championnat des Balkans sur route
- 2014
  - La Gainsbarre
  - Grand Prix de Soissons
  - 3e du Grand Prix de Saint-Quentin
- 2015
  - 2e de Belgrade-Banja Luka I
  - 2e du Grand Prix de Soissons
- 2017
  -  Champion de Grèce sur route
  - Classement général du Tour de Serbie
  - 2e du championnat de Grèce du contre-la-montre
- 2018
  - 3e étape du Tour d'Indonésie
  - Grand Prix d'Alger :
    - Classement général
    - 4e étape

  - 3e du championnat de Grèce sur route
  - 3e du championnat de Grèce du contre-la-montre
- 2019
  - Tour du Kosovo :
    - Classement général
    - 1re, 2e et 3e étapes

  - 2e du Grand Prix International de Rhodes
- 2023
  - 3e du championnat de Grèce sur route

### Classements mondiaux
| Année           | 2012 | 2013 | 2014 | 2015 | 2016 | 2017 | 2018 | 2019 |
| --------------- | ---- | ---- | ---- | ---- | ---- | ---- | ---- | ---- |
| UCI Europe Tour | 408e | nc   | 667e | 404e | nc   | 299e | 509e | 340e |
| UCI Asia Tour   |      |      |      |      |      |      | 339e |      |
| UCI Africa Tour |      |      |      |      |      |      | 55e  |      |

## Palmarès sur piste

### Championnats nationaux
- 2007
  -  Champion de Grèce de vitesse par équipes U17
  - 2e du championnat de Grèce du 500m U17
- 2008
  - 3e du championnat de Grèce de l'omnium juniors
  - 3e du championnat de Grèce de vitesse par équipes juniors
  - 3e du championnat de Grèce de poursuite par équipes juniors
- 2009
  -  Champion de Grèce du kilomètre juniors
  -  Champion de Grèce de poursuite par équipes juniors[n 2]
- 2010
  - 3e du championnat de Grèce de l'omnium
- 2011
  -  Champion de Grèce de l'américaine
  -  Champion de Grèce de poursuite
- 2012
  -  Champion de Grèce de l'américaine
- 2017
  - 2e du championnat de Grèce de l'omnium
- 2018
  - 2e du championnat de Grèce de poursuite
  - 2e du championnat de Grèce de course aux points
- 2021
  -  Champion de Grèce de poursuite par équipes[n 3]
  -  Champion de Grèce de l'américaine (avec Zísis Soúlios)
  -  Champion de Grèce de course aux points
- 2023
  - 2e du championnat de Grèce de poursuite par équipes

## Palmarès en cyclo-cross
- 2019-2020
  -  Champion de Grèce de cyclo-cross